# Halloween Jack
Halloween Jack est un personnage que crée David Bowie lors de l'écriture de son album Diamond Dogs et qu'il incarne pendant la tournée qui s'ensuit, en 1974.

## Genèse
Tout au long de sa carrière, David Bowie crée des personnages, qu'il incarne lors des tournées. Après qu'il a annoncé lors d'un concert de 1973 la fin du plus célèbre d'entre eux, Ziggy Stardust, surgit Aladdin Sane (éponyme de l'album) puis, toujours au cœur de la période glam de l'artiste, Halloween Jack.
Dans Diamond Dogs Bowie, inspiré par le livre 1984 de George Orwell, imagine une ville post-apocalyptique en pleine décadence, Hunger City ; une bande d'ados y rôde, aux dents acérées et portant fourrures et diamants volés, dirigée par le « félin glacial » Halloween Jack, qualifié de real cool cat dans la chanson titre de l'album.
Les caractéristiques de ce nouvel avatar auraient été inspirés à Bowie par Amanda Lear.

## Description
Halloween Jack est une sorte de pirate androgyne, arborant une longue chevelure rousse, un cache noir sur l’œil droit et une grosse boucle à l'oreille gauche. Il porte une salopette moulante orange, sur une chemise de satin noir et blanc, rehaussée d'un foulard noir à pois blancs, un look conçu par son ami styliste Freddie Burretti.